# Richard J. Goldstone
Richard J. Goldstone (26 ottobre 1938) è un giurista sudafricano, ex-giudice della corte costituzionale del Sudafrica.
Dal 15 agosto 1994 fino a settembre 1996 è stato procuratore capo dei Tribunali Penali Internazionali delle Nazioni Unite per l'ex-Jugoslavia e per il Ruanda, e nel 2009 ha guidato una commissione indipendente d'indagine creata dal Consiglio per i diritti umani delle Nazioni Unite volta a investigare violazioni dei diritti umani internazionali e del diritto internazionale umanitario all'interno del conflitto operazione Piombo fuso a Gaza.

## La vita
Richard Goldstone è un ebreo sudafricano. È sposato con Noleen Goldstone, da cui ha avuto due figlie (Glenda e Nicole).
Nel 1962 si è laureato con lode in diritto presso l'Università di Witwatersrand. Secondo la figlia Nicole, "è sionista e ama Israele". Lo stesso Goldstone, in un discorso a Gerusalemme nel 2000, ha osservato che "il portare i criminali alla giustizia origina dalle lezioni dell'Olocausto".

## Gaza
Il 3 aprile 2009 Goldstone è stato nominato capo della commissione indipendente d'indagine sulle violazioni dei diritti umani internazionali e del diritto internazionale umanitario legate all'operazione Piombo fuso in Gaza, commissione istituita dal Consiglio per i diritti umani delle Nazioni Unite con la risoluzione S-9/1. Saputo della nomina Goldstone si è dichiarato "turbato, in quanto ebreo, di essere stato proposto a capo della commissione".
Goldstone ha comunque accettato l'incarico "perché credo profondamente nello stato di diritto e nel diritto bellico, e nel principio secondo il quale in un conflitto armato si debba compiere il massimo sforzo per non arrecare danno ai civili".
La commissione ONU ha trovato prove "che indicano che gravi violazioni dei diritti umani e umanitari internazionali sono state commesse da Israele durante il conflitto operazione piombo fuso, e che Israele ha commesso azioni equivalenti a crimini di guerra e forse persino contro l'umanità". La commissione ha anche trovato prove che "i gruppi armati palestinesi hanno commesso crimini di guerra e forse anche contro l'umanità con il loro ripetuto lancio di missili e mortai nel sud di Israele".
Le due fazioni verranno convocate dal Consiglio di Sicurezza delle Nazioni Unite di fronte alla Corte penale internazionale, se si rifiuteranno di lanciare entro dicembre 2009 quelle che la commissione riterrà essere delle indagini completamente indipendenti.
In un articolo sul Washington Post del 1º aprile 2011, Goldstone ha scritto che la relazione sarebbe stata diversa se fosse stato a conoscenza delle informazioni diventate note successivamente, derivate dalle indagini da parte delle forze israeliane che indicavano che non avevano preso di mira intenzionalmente i civili. Pur esprimendo rammarico che la mancata cooperazione di Israele con la Commissione, ha approvato dalle successive indagini interne a Israele che gli incidenti descritti nella relazione erano politiche volte a proteggere meglio i civili nei conflitti futuri. Egli contrappone la reazione israeliana con il fallimento di Hamas di indagare o modificare i loro metodi e le procedure. Goldstone ha detto di aver sperato che con l'indagine della Commissione "sarebbe incominciata una nuova era di imparzialità al Consiglio delle Nazioni Unite per i diritti umani, la cui storia di pregiudizi nei confronti di Israele non può essere messa in dubbio".